# Parrocchie dell'arcidiocesi di Pesaro

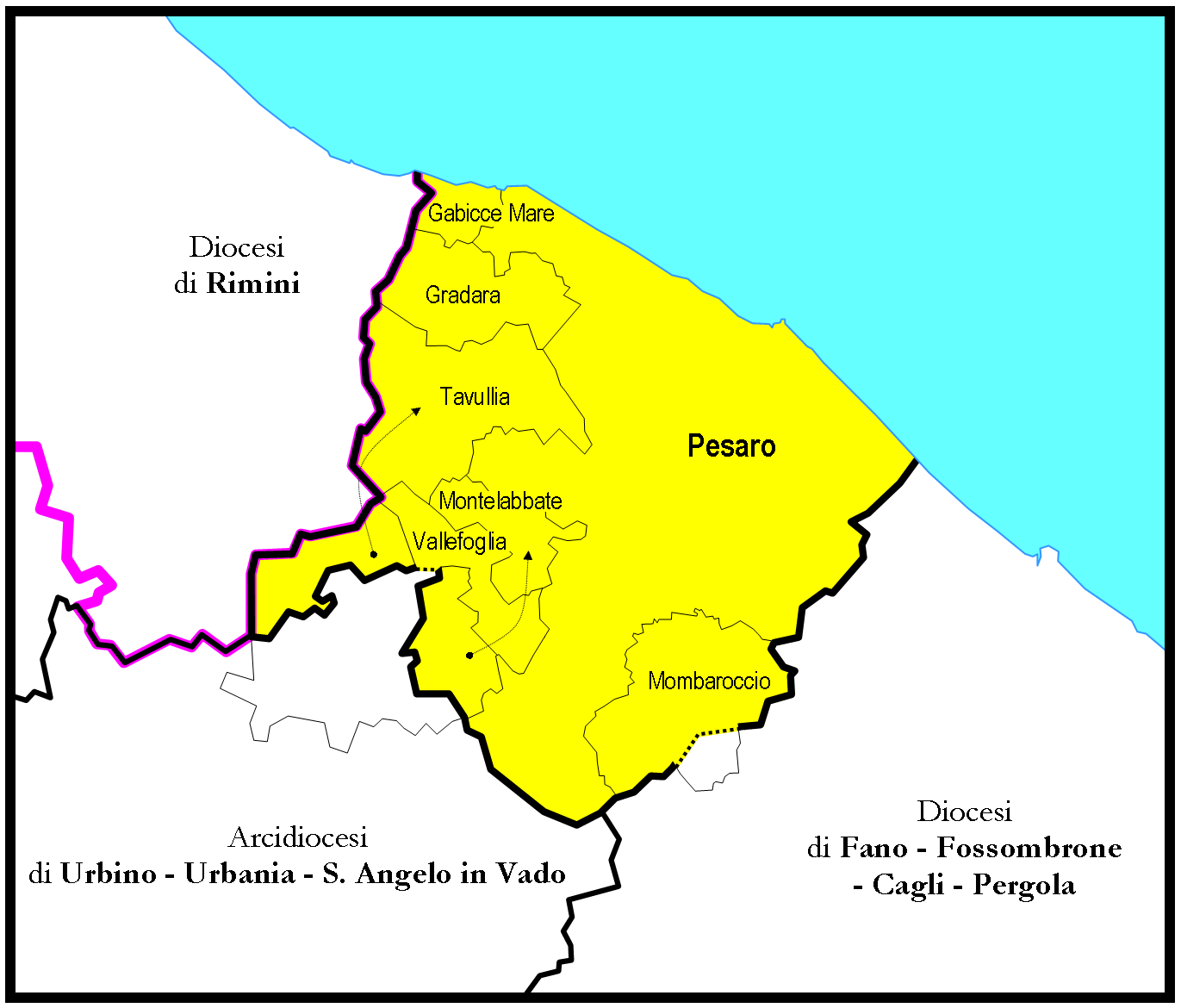
Il territorio dell'arcidiocesi

L'arcidiocesi di Pesaro è suddivisa in 54 parrocchie.

## Vicarie
L'arcidiocesi è organizzata in 6 vicarie.

### Vicaria I - San Terenzio
| Parrocchia                           | Patrono                                 | Comune | Frazione/Quartiere |
| ------------------------------------ | --------------------------------------- | ------ | ------------------ |
| Cattedrale - Santa Maria Assunta     | Santa Maria Assunta                     | Pesaro | centro             |
| Pesaro - Cristo Re                   | Cristo Re                               | Pesaro | centro             |
| Pesaro - Santa Lucia                 | Santi Giacomo Apostolo e Lucia          | Pesaro | centro             |
| Pesaro - San Giuseppe                | San Giuseppe                            | Pesaro | centro             |
| Pesaro - Sant'Agostino               | Sant'Agostino                           | Pesaro | centro             |
| Pesaro - Santi Cassiano ed Eracliano | Santi Cassiano ed Eracliano             | Pesaro | centro             |
| Pesaro - Santa Maria del Porto       | Visitazione di Maria a Santa Elisabetta | Pesaro | centro             |
| Soria                                | Sacro Cuore di Gesù                     | Pesaro | Soria              |

### Vicaria II - Santa Maria di Loreto
| Parrocchia                      | Patrono                           | Comune | Frazione/Quartiere |
| ------------------------------- | --------------------------------- | ------ | ------------------ |
| Pesaro - Santa Maria di Loreto  | Beata Vergine Lauretana           | Pesaro | centro             |
| Pesaro - Cristo Risorto         | Cristo Risorto                    | Pesaro | centro-sud         |
| Pesaro - San Carlo Borromeo     | San Carlo Borromeo                | Pesaro | centro             |
| Pesaro - San Francesco d'Assisi | San Francesco d'Assisi            | Pesaro | centro             |
| Pesaro - San Luigi Gonzaga      | San Luigi Gonzaga                 | Pesaro | centro             |
| Pesaro - Santa Croce            | Esaltazione della Santa Croce     | Pesaro | centro             |
| Santa Veneranda                 | Santa Veneranda Vergine e Martire | Pesaro | Santa Veneranda    |

### Vicaria III - San Martino
| Parrocchia                   | Patrono                            | Comune   | Frazione/Quartiere          |
| ---------------------------- | ---------------------------------- | -------- | --------------------------- |
| Pesaro - San Martino Vescovo | San Martino Vescovo                | Pesaro   | Villa San Martino           |
| Pesaro - San Paolo Apostolo  | San Paolo Apostolo                 | Pesaro   | centro-ovest                |
| Babbuce                      | San Giovanni Battista              | Tavullia | Babbuce                     |
| Calibano                     | San Pietro Apostolo                | Pesaro   | Calibano                    |
| Case Bruciate                | San Lorenzo Martire                | Pesaro   | Case Bruciate               |
| Cattabrighe                  | Santi Terenzio e Marina            | Pesaro   | Cattabrighe                 |
| Roncaglia                    | San Matteo apostolo ed evangelista | Pesaro   | Roncaglia                   |
| Santa Maria delle Fabbrecce  | Santa Maria delle Fabbrecce        | Pesaro   | Santa Maria delle Fabbrecce |
| Villa Ceccolini              | San Fabiano                        | Pesaro   | Villa Ceccolini             |

### Vicaria IV - San Michele Arcangelo
| Parrocchia               | Patrono                         | Comune      | Frazione/Quartiere       |
| ------------------------ | ------------------------------- | ----------- | ------------------------ |
| Sant'Angelo in Lizzola   | San Michele Arcangelo           | Vallefoglia | Sant'Angelo in Lizzola   |
| Candelara                | Santo Stefano Protomartire      | Pesaro      | Candelara                |
| Ginestreto               | San Pietro in Rosis             | Pesaro      | Ginestreto               |
| Mombaroccio              | Santi Vito e Modesto Martiri    | Mombaroccio | centro                   |
| Monteciccardo            | San Sebastiano                  | Pesaro      | Monteciccardo            |
| Montegaudio              | San Michele Arcangelo           | Pesaro      | Montegaudio              |
| Novilara                 | San Michele Arcangelo           | Pesaro      | Novilara                 |
| Santa Maria dell'Arzilla | Santa Maria Assunta             | Pesaro      | Santa Maria dell'Arzilla |
| Trebbiantico             | San Giuliano Martire            | Pesaro      | Trebbiantico             |
| Villagrande              | Santa Susanna Vergine e Martire | Mombaroccio | Villagrande              |

### Vicaria V - Santa Maria Assunta
| Parrocchia                | Patrono                          | Comune       | Frazione/Quartiere  |
| ------------------------- | -------------------------------- | ------------ | ------------------- |
| Montecchio di Vallefoglia | Santa Maria Assunta              | Vallefoglia  | Montecchio          |
| Apsella                   | San Tommaso in Foglia            | Montelabbate | Apsella             |
| Belvedere Fogliense       | San Donato                       | Tavullia     | Belvedere Fogliense |
| Borgo Santa Maria         | Santa Maria Regina               | Pesaro       | Borgo Santa Maria   |
| Montelabbate              | Santi Quirico e Giulitta Martiri | Montelabbate | centro              |
| Osteria Nuova             | San Giovanni Bosco               | Montelabbate | Osteria Nuova       |
| Padiglione                | Corpus Domini                    | Tavullia     | Padiglione          |
| Pozzo Alto                | San Paterniano                   | Pesaro       | Pozzo Alto          |
| Tavullia                  | San Lorenzo Martire              | Tavullia     | centro              |

### Vicaria VI - Sant'Ermete
| Parrocchia               | Patrono                     | Comune       | Frazione/Quartiere    |
| ------------------------ | --------------------------- | ------------ | --------------------- |
| Gabicce Monte            | Sant'Ermete                 | Gabicce Mare | Gabicce Monte         |
| Case Badioli             | Santissima Trinità          | Gabicce Mare | Case Badioli          |
| Colombarone              | Sacra Famiglia              | Pesaro       | Colombarone           |
| Fanano di Gradara        | San Michele Arcangelo       | Gradara      | Fanano                |
| Fiorenzuola di Focara    | Sant'Andrea Apostolo        | Pesaro       | Fiorenzuola di Focara |
| Gabicce Mare             | Maria Santissima Immacolata | Gabicce Mare | centro                |
| Gradara                  | San Giovanni Battista       | Gradara      | centro                |
| Granarola                | San Cassiano                | Gradara      | Granarola             |
| Ponte Tavollo            | Santa Maria Annunziata      | Gabicce Mare | Ponte Tavollo         |
| Santa Sofia              | Santa Sofia                 | Gradara      | Pievevecchia          |
| Santo Stefano di Gradara | Santo Stefano Protomartire  | Gradara      | Santo Stefano         |